# Acidoză
Acidoza este un termen medical care desemnează o creștere a acidității sângelui, datorită unor tulburări de ordin funcțional în organism. 
Acidoza se caracterizează prin coborîrea pH-ului sanguin sub 7,35 (valoarea normală: 7,35-7,45). Acidoza organică se datorează producerii în cantitate mare a unor acizi organici care nu sînt utilizați în organism. Astfel, cetoacidoza este provocată de prezența în organism a acizilor cetonici (diabet), iar lactoacidoza, de prezența în organism a acidului lactic (în oboseala musculară). Dintre acidozele minerale, acidoza gazoasă e produsă de creșterea bioxidului de carbon în sânge (în nefrita gravă), fosfoacidoza, de creșterea fosfaților minerali și a esterilor fosfatici (în boli de rinichi). Acidoza se determină prin măsurarea pH-ului sanguin direct în sângele venos. Se întîlnește în formele grave de diabet care evoluează spre comă, în insuficiența hepatică, în inaniție, în cancer, în intoxicații grave etc. Se manifestă prin somnolență, amețeli, tulburări ale vederii, vărsături, diaree, etc.